# Quarnaro
(Dante Alighieri, Divina Commedia, Inferno, canto IX, vv. 112-114)
Il Quarnaro o Quarnero (in croato Kvarner o Kvarnerski zaljev) è un braccio di mare del Mare Adriatico settentrionale che separa l'Istria dalle isole di Cherso e Lussino, che sono due isole dell'arcipelago delle Isole Quarnerine. Del Quarnaro fanno parte anche il canale di Faresina e il golfo della città di Fiume.
Il termine è di origine incerta e anticamente era detto Carnaro. Nel corso dei secoli ha assunto un significato più esteso, divenendo una regione geografica vera e propria e indicando anche tutte le terre emerse che vi si affacciano, quindi le isole di Cherso e Lussino, le isole minori e la città di Fiume, che è la più importante di questa regione, con il suo entroterra.
Il Quarnaro non va confuso con il Quarnerolo, che è un altro braccio di mare che invece separa le isole di Cherso e Lussino da quelle di Veglia, Arbe e Pago, le prime due delle quali completano l'arcipelago delle isole Quarnerine.

## Descrizione

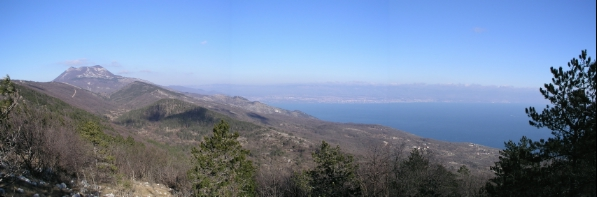
Vista sul Quarnaro dal Monte Maggiore

Nell'uso comune il termine Quarnaro (e i suoi derivati) può assumere un significato più esteso e indicare tutto il bacino delimitato dalla penisola istriana e dalla riviera liburnica nord-orientale, affacciata sul canale della Morlacca e inteso quindi non solo come specchio d'acqua, ma come vera e propria regione geografica che include sia le acque che le terre emerse che le circondano.
Le acque del Quarnaro si distinguono per la loro cospicua profondità che consente alla città di Fiume, che è situata nella parte più settentrionale della sua baia, di avere un porto marittimo che può ospitare anche navi Capesize, ovvero quelle navi le cui dimensioni non permettono il loro passaggio né per il canale di Panama né per quello di Suez (di fatto il termine "capesize" è sinonimo di "illimitato").

## Geografia

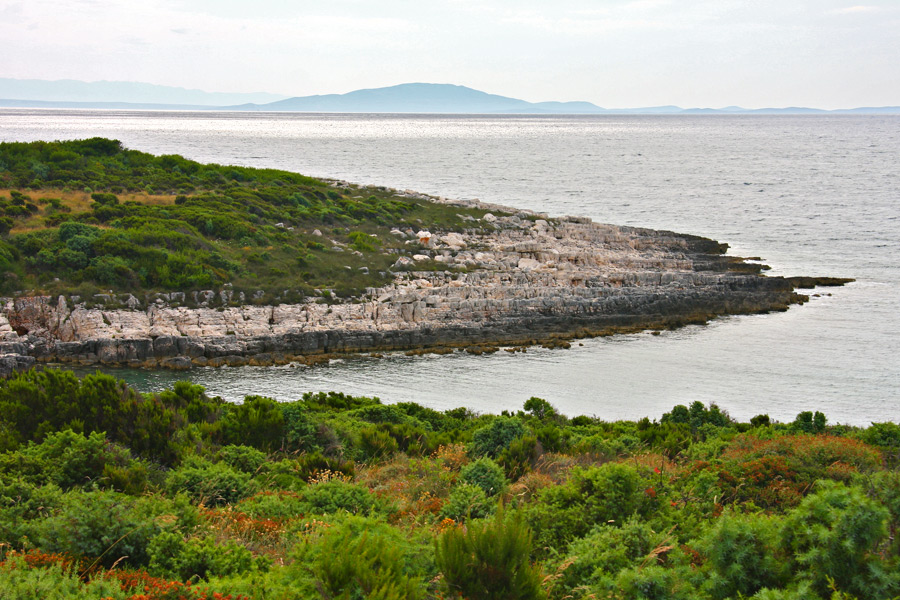
Scorcio di capo Promontore. Sullo sfondo si vede il Quarnaro

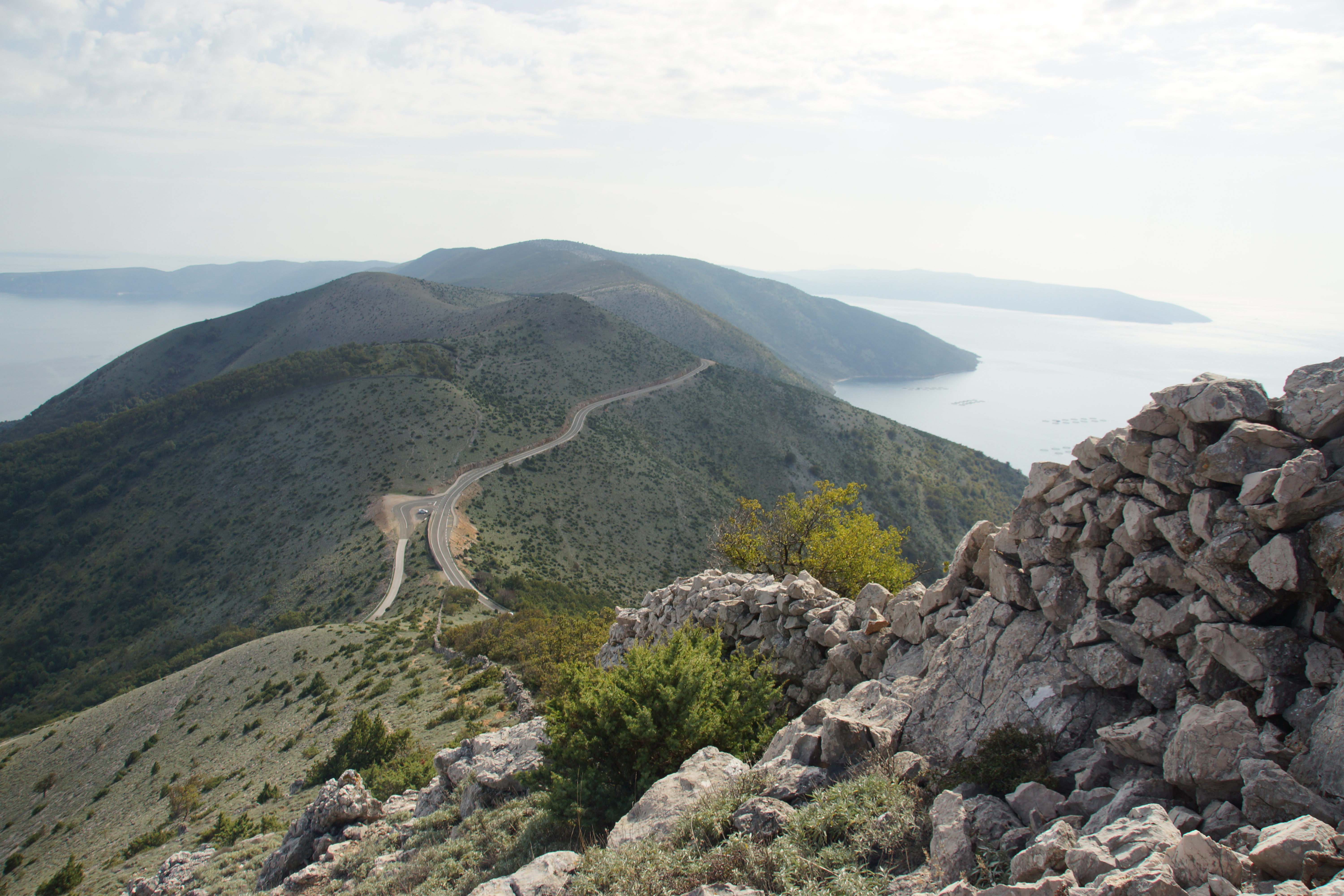
Panorama dell'isola di Cherso

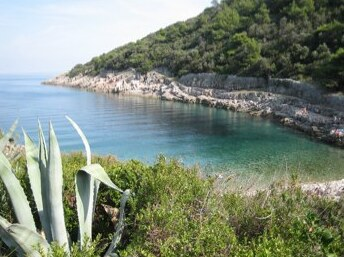
Una caletta dell'isola di Lussino

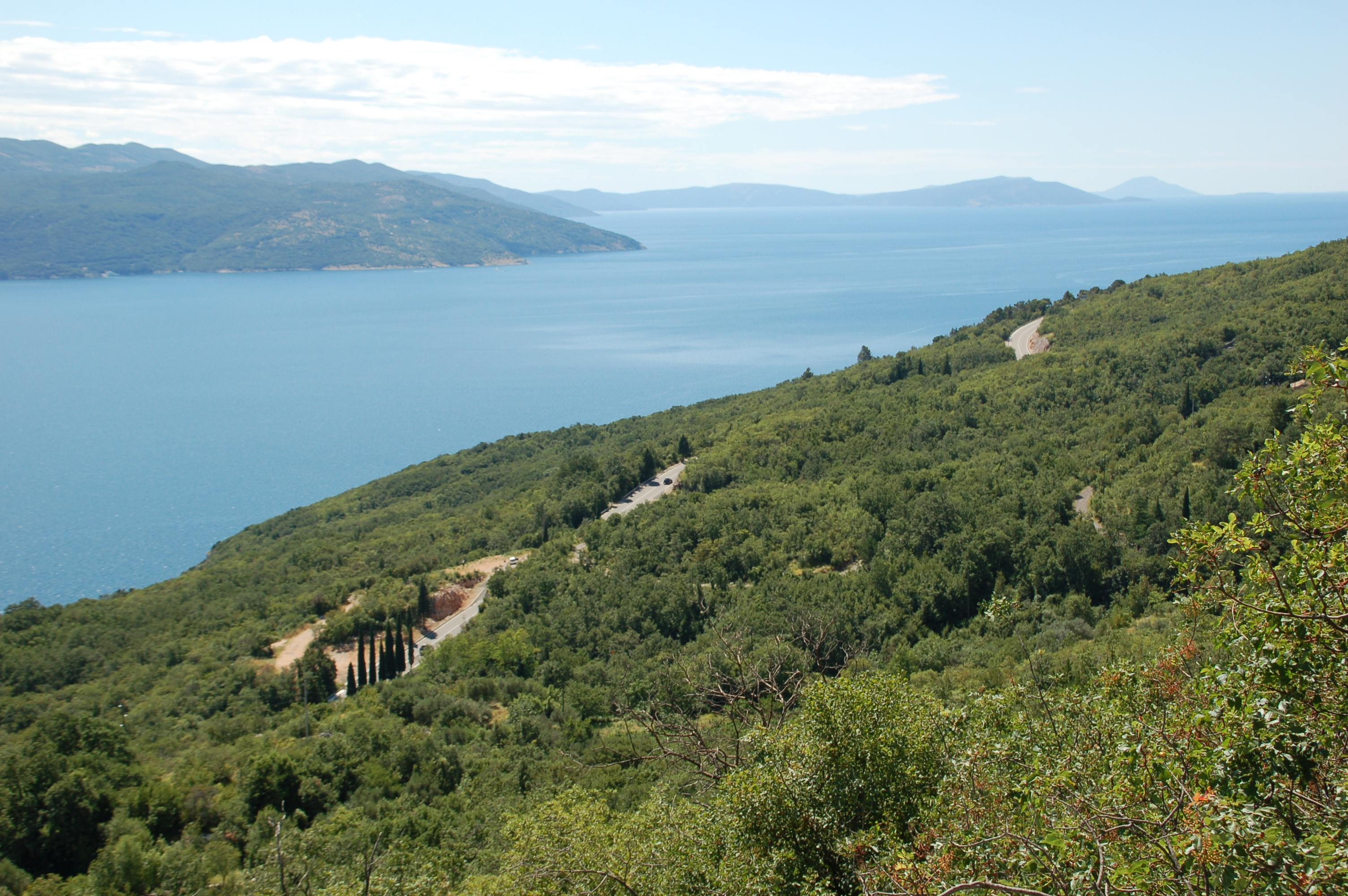
Il canale di Faresina

Il Quarnaro, più che un golfo o un canale, è letteralmente un tratto di mare a forma di imbuto che si stringe tra l'Istria e due delle isole Quarnerine (Cherso e Lussino) e comunicante a nord con il golfo di Fiume (Rijeka), sua città più importante, mediante il canale di Faresina, che fa parte anch'esso del Quarnaro.
Nel Quarnaro non sfociano fiumi di rilievo ma solamente brevi corsi d'acqua. Il più importante è il fiume Eneo, che dà il nome alla città di Fiume e che è lungo circa 18 km nascendo alle pendici del colle Kičej (606 m), una collina dell'entroterra di Fiume, a 323 metri di quota e sfociando nel golfo di Fiume tagliano in due la città. Ha un carattere fortemente influenzato dalle precipitazioni tant'è che assomiglia, più che a un fiume, a una fiumara.
Il Quarnaro non va confuso con il Quarnerolo, che è un altro braccio di mare che separa le isole di Cherso e Lussino da quelle più orientali di Veglia, Arbe e Pago, le prime due delle quali completano l'arcipelago delle isole Quarnerine. Del Quarnaro fanno parte anche il canale di Faresina e il golfo della città di Fiume.
In alcuni testi o mappe geografiche il Quarnaro è inteso invece in senso più ampio e viene fatto estendere oltre la punta settentrionale di Cherso fino a comprendere l'intero golfo di Fiume, quindi comprendendo anche l'area geografica che altri autori chiamano "Quarnerolo".
Il suo limite meridionale, che ha un'ampiezza di 15 miglia, è determinato dalla linea immaginaria che congiunge capo Promontore con punta Art, detta anche punta Poglie (rt Nart), che si trova sul lato occidentale di Unie. Il canale è dominato da forti correnti e dal vento di bora che ne rendono difficile la navigazione.
Nelle acque interne del Quarnero, che corrisponde al braccio di mare tra l'Istria, suo confine occidentale, e le isole di Cherso e di Lussino, suo confine orientale, si trovano le isole:
- Cherso
- Lussino
  - scoglio Zaglava (Zaglav)
  - Levrera (Zeča)
  - scoglio Visochi (Visoki)
  - Galiola (Galijola)
  - Unie (Unje)
  - Samuncel (Samunćel)
  - Scolietto (Školjić)

L'area di mare che appartiene al Quarnaro ha una profondità mediamente più alta di quella della restante parte dell'Adriatico settentrionale. La profondità media del Quarnaro è infatti di circa 30–60 m. I fondali, che sono caratterizzati da vaste aree fangose, sono generalmente ripidi e rocciosi.

## Storia
Il Litorale austriaco, poi ribattezzato Venezia Giulia, che fu assegnato all'Italia nel 1920 con il trattato di Rapallo (con ritocchi del suo confine nel 1924 dopo il trattato di Roma) e che fu poi ceduto alla Jugoslavia nel 1947 con i trattati di Parigi
     Aree annesse all'Italia nel 1920 e rimaste italiane anche dopo il 1947
     Aree annesse all'Italia nel 1920, passate al Territorio Libero di Trieste nel 1947 con i trattati di Parigi e assegnate definitivamente all'Italia nel 1975 con il trattato di Osimo
     Aree annesse all'Italia nel 1920, passate al Territorio Libero di Trieste nel 1947 con i trattati di Parigi e assegnate definitivamente alla Jugoslavia nel 1975 con il trattato di Osimo

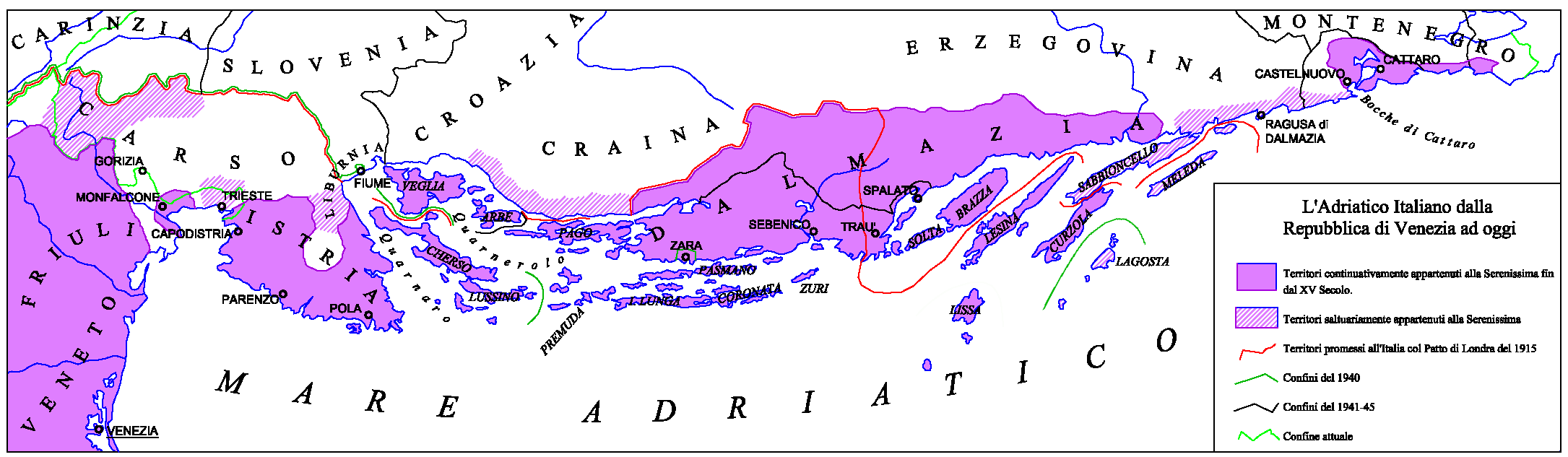
Cartina della Dalmazia e della Venezia Giulia coi confini previsti dal Patto di Londra (linea rossa) e quelli invece effettivamente ottenuti dall'Italia (linea verde). In fucsia sono invece indicati gli antichi domini della Repubblica di Venezia. La mancata annessione della Dalmazia all'Italia fu una delle cause di insoddisfazione che portarono alla definizione di "vittoria mutilata", che diede poi origine, tra l'altro, anche all'impresa di Fiume, che portò l'annessione del Quarnaro all'Italia, appartenenza che durò fino al 1947

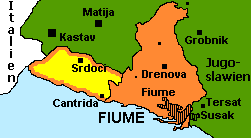
Mappa dello Stato libero di Fiume (1920-1924). In arancio pieno, l'antico distretto austroungarico che esistette fino al 1918, mentre in giallo contornato di arancio il territorio aggiunto per poter permettere allo Stato libero di Fiume di confinare anche con l'Italia. Nel 1924 fu annesso all'Italia, che lo cedette nel 1947 alla Jugoslavia a causa della sua sconfitta nella seconda guerra mondiale

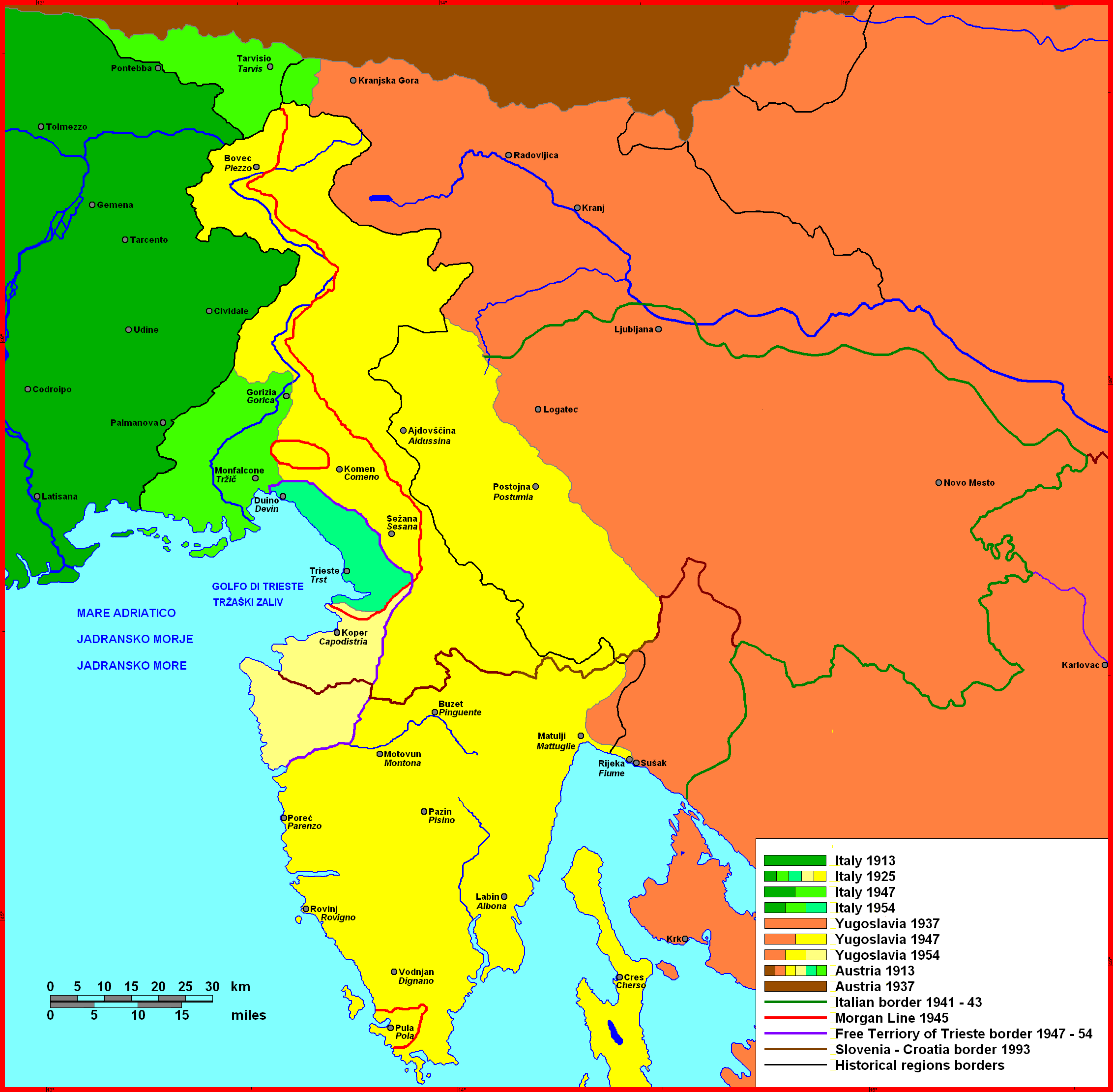
Modifiche al confine orientale italiano dal 1920 al 1975.
Il Litorale austriaco, poi ribattezzato Venezia Giulia, che fu assegnato all'Italia nel 1920 con il trattato di Rapallo (con ritocchi del suo confine nel 1924 dopo il trattato di Roma) e che fu poi ceduto alla Jugoslavia nel 1947 con i trattati di Parigi
Aree annesse all'Italia nel 1920 e rimaste italiane anche dopo il 1947
Aree annesse all'Italia nel 1920, passate al Territorio Libero di Trieste nel 1947 con i trattati di Parigi e assegnate definitivamente all'Italia nel 1975 con il trattato di Osimo
Aree annesse all'Italia nel 1920, passate al Territorio Libero di Trieste nel 1947 con i trattati di Parigi e assegnate definitivamente alla Jugoslavia nel 1975 con il trattato di Osimo

Fin dall'antichità il Quarnaro, indicato in latino inizialmente come Sinus Flanaticus dalla tribù liburnica dei flanoni, poi Sinus Liburnicus, Sinus Polaticus e Sinus Carnarius, è stato considerato il limite estremo della regione geografica italiana: in epoca augustea vi terminava la Regio X Venetia et Histria, mentre celebri sono i versi di Dante (Inferno, IX, 114):
(Dante Alighieri, Divina Commedia, Inferno, canto IX, vv. 112-114)
Buona parte del Quarnaro ha fatto per secoli fatto parte dei domini marittimi della Repubblica di Venezia, il cosiddetto Stato da Mar, anche se la zona nord-orientale è, eccetto per piccole conquiste di brevissima durata, rimasta in mano alle popolazioni locali di lingua ciacava. Altri luoghi erano inizialmente in mano ai pirati uscocchi.
Tra il 1615 e il 1617, con la Guerra di Gradisca, che avvenne tra Venezia e l'Arciducato d'Austria, ci fu la cacciata degli uscocchi da Segna e da tutto il Quarnaro, parte del quale divenne parte dello Stato da Mar della Repubblica di Venezia.
Il Quarnaro fu uno dei simboli della lotta irredentista italiana. In seguito alla Beffa di Buccari Gabriele D'Annunzio dedicò una poesia al Quarnaro, pubblicata nel 1918 e intitolata La canzone del Quarnaro.
Lo stesso D'Annunzio, proclamando l'8 settembre 1920 un'entità statuale autonoma nella città di Fiume, le dette il nome di Reggenza italiana del Carnaro dotandola della cosiddetta Carta del Carnaro, ovvero di una costituzione di stampo corporativista. 

Divisione amministrativa dell'Istria e del Quarnaro dal 1924 al 1947 con segnate la provincia di Trieste (colore verde), la provincia di Gorizia (blu), la provincia di Pola (giallo) e la provincia di Fiume (rosso)

Alla Reggenza italiana del Carnaro, la cui premessa fu l'Impresa di Fiume, successe, il 30 dicembre 1920, lo Stato libero di Fiume, città-stato annessa il 22 febbraio 1924 all'Italia.
Come conseguenza del passaggio dell'intero Quarnaro all'Italia, il 22 febbraio stesso, fu istituita la provincia italiana di Fiume, che fu anche conosciuta con il nome di provincia del Carnaro. Fu soppressa il 10 febbraio 1947 a causa del Trattato di Parigi, che sancì il passaggio del Quarnaro alla Jugoslavia vista la sconfitta dell'Italia nella seconda guerra mondiale.
L'ex provincia italiana di Fiume comprendeva 13 comuni, tutti appartenenti al Quarnaro:
- Abbazia (cro. Opatija);
- Bisterza (Ilirska Bistrica);
- Castel Iablanizza (Jablanica);
- Castelnuovo d'Istria (Podgrad);
- Clana (Klana)
- Elsane (Jelšane)
- Fiume (Rijeka);
- Fontana del Conte (Knežak);
- Laurana (Lovran);
- Matteria (Materija);
- Mattuglie (Matulji);
- Moschiena (Mošćenička Draga);
- Primano (Prem).

Fra i comuni fiumani la località con la più alta percentuale di popolazione italiana era Laurana, seguita dalla frazione Volosca del comune di Abbazia. Negli altri comuni non istriani, pur accanto ad una presenza italiana, la maggioranza etnica era croata. Faceva eccezione il già citato comune di Abbazia, dove non esisteva una maggioranza etnica ma erano massicciamente presenti italiani, croati, sloveni e in piccola parte tedeschi.
Il capoluogo provinciale aveva, nel suo nucleo urbano, una maggioranza etnica italiana di circa l'ottanta per cento, come risulta dal censimento nazionale italiano del 1936, mentre nei suoi sobborghi e dintorni, rimasti per lo più al Regno di Jugoslavia, la maggioranza etnica era croata. Fiume, in particolare, contava circa 50.000 abitanti di madre lingua italiana e 13.000 abitanti di madre lingua croata.

## Etnie
La maggior parte della popolazione quarnerina è croata. Nel Quarnaro esiste una piccola comunità di italiani autoctoni, che rappresentano una minoranza residuale di quelle popolazioni italiane che abitarono per secoli ed in gran numero, le coste dell'Istria e le principali città di questa, le coste e le isole della Dalmazia, e il Quarnaro, che erano territori della Repubblica di Venezia. La percentuale di italiani presenti nelle isole di Cherso e Lussino nel 1948 corrispondeva al 43,12% della popolazione totale, mentre nella città quarnerina di Fiume gli italiani erano la maggioranza relativa nel comune (48,61% nel 1910, prima della sua annessione all'Italia), e oltre alla cospicua comunità croata (25,95% nello stesso anno), vi era anche una discreta minoranza ungherese (13,03%). Gli italiani a Fiume salirono, nel 1925, un anno dopo alla sua annessione all'Italia, al 70,7% della popolazione totale. La presenza di italiani autoctoni nel Quarnaro è drasticamente diminuita in seguito all'esodo giuliano dalmata, che avvenne dopo la seconda guerra mondiale e che fu anche cagionato dai "massacri delle foibe".

### Cartografia
- (HR) Mappa topografica della Croazia 1:25000, su preglednik.arkod.hr. URL consultato il 12 luglio 2017.
- Carta di cabottaggio del mare Adriatico, foglio III, Milano, Istituto geografico militare, 1822-1824.